# Alburnoides devolli
Alburnoides devolli — вид коропоподібних риб роду Бистрянка (Alburnoides) родини Ялецеві (Leuciscidae). Вид населяє гірські річки Девол та Семан в Албанії. Розмір тіла сягає 9,5 см завдовжки.